# Tour de Langkawi 2014
La 19e édition du Tour de Langkawi a eu lieu du 27 février au 8 mars 2014. La course fait partie du calendrier UCI Asia Tour 2014 en catégorie 2.HC.

## Présentation

### Équipes
Classé en catégorie 2.HC de l'UCI Asia Tour, le Tour de Langkawi est par conséquent ouvert aux UCI ProTeams dans la limite de 65 % des équipes participantes, aux équipes continentales professionnelles, aux équipes continentales et aux équipes nationales.
L'organisateur a communiqué une liste de 20 équipes invitées le 4 décembre 2013 puis a annoncé la présence de la formation Drapac avant que l'équipe KSPO ne déclare forfait à la suite du décès, le 18 février 2014, d'un de leurs coureurs le Sud-coréen Youm Jung-hwan. 21 équipes participent à ce Tour de Langkawi - 6 ProTeams, 5 équipes continentales professionnelles, 7 équipes continentales et 3 équipes nationales :
| Nom de l'équipe | Pays       | Code |
| --------------- | ---------- | ---- |
| Astana          | Kazakhstan | AST  |
| Belkin          | Pays-Bas   | BEL  |
| Europcar        | France     | EUC  |
| Katusha         | Russie     | GRS  |
| Orica-GreenEDGE | Australie  | OGE  |
| Tinkoff-Saxo    | Russie     | TCS  |

| Nom de l'équipe              | Pays           | Code |
| ---------------------------- | -------------- | ---- |
| Androni Giocattoli-Venezuela | Italie         | AND  |
| Colombia                     | Colombie       | COL  |
| Drapac                       | Australie      | DPC  |
| MTN-Qhubeka                  | Afrique du Sud | MTN  |
| UnitedHealthcare             | États-Unis     | UHC  |

| Nom de l'équipe            | Pays        | Code |
| -------------------------- | ----------- | ---- |
| Aisan Racing               | Japon       | AIS  |
| CCN                        | Brunei      | CCN  |
| Giant-Champion System      | Chine       | MSS  |
| OCBC Singapore Continental | Singapour   | TSI  |
| Synergy Baku Project       | Azerbaïdjan | BCP  |
| Tabriz Petrochemical       | Iran        | TPT  |
| Terengganu                 | Malaisie    | TSG  |

| Nom de l'équipe               | Pays      | Code |
| ----------------------------- | --------- | ---- |
| Équipe nationale de Hong Kong | Hong Kong | HKG  |
| Équipe nationale d'Indonésie  | Indonésie | INA  |
| Équipe nationale de Malaisie  | Malaisie  | MAS  |

## Étapes
| Étape     | Date       | Villes étapes                                      |  | Distance (km) | Vainqueur d’étape | Leader du classement général |
| --------- | ---------- | -------------------------------------------------- |  | ------------- | ----------------- | ---------------------------- |
| 1re étape | 27 février | Langkawi (Porto Malai) – Langkawi (Pantai Chenang) |  | 101,1         | Dúber Quintero    | Dúber Quintero               |
| 2e étape  | 28 février | Sungai Petani – Taiping                            |  | 132,5         | Theo Bos          | Dúber Quintero               |
| 3e étape  | 1er mars   | Kampar – Kuala Lumpur                              |  | 166,5         | Andrea Guardini   | Dúber Quintero               |
| 4e étape  | 2 mars     | Subang Jaya – Genting Highlands                    |  | 110,9         | Samad Poor Seiedi | Samad Poor Seiedi            |
| 5e étape  | 3 mars     | Karak – Rembau                                     |  | 139,3         | Bradley White     | Samad Poor Seiedi            |
| 6e étape  | 4 mars     | Malacca - Pontian                                  |  | 199,1         | Kenny van Hummel  | Samad Poor Seiedi            |
| 7e étape  | 5 mars     | Kota Tinggi - Pekan                                |  | 229,7         | Theo Bos          | Samad Poor Seiedi            |
| 8e étape  | 6 mars     | Kuantan - Marang                                   |  | 202,6         | Theo Bos          | Samad Poor Seiedi            |
| 9e étape  | 7 mars     | Bandar Permaisuri - Kuala Terengganu               |  | 111,1         | Theo Bos          | Samad Poor Seiedi            |
| 10e étape | 8 mars     | Tasik Kenyir - Kuala Terengganu                    |  | 103,1         | Andrea Guardini   | Samad Poor Seiedi            |

## Déroulement de la course

### 1reétape
21 équipes inscrivent 6 coureurs. 126 coureurs sont donc au départ de la course.
La première étape voit le Colombien Dúber Quintero (Colombia) mener à bien une échappée qui lui permet de s'imposer et de s'emparer du maillot de leader. Parti avec quatre hommes dès le deuxième kilomètre, Quintero leur fausse compagnie à 1 500 m de l'arrivée, pour gagner avec onze secondes d'avance sur le premier d'entre eux et 1 min 18 s sur le peloton,,,,,,.
|    | Coureur           | Équipe                       |    | Temps           |
| -- | ----------------- | ---------------------------- | -- | --------------- |
| 1  | Dúber Quintero    | Colombia                     | en | 2 h 21 min 40 s |
| 2  | Matthew Brammeier | Synergy Baku Project         | +  | 11 s            |
| 3  | Jonathan Clarke   | UnitedHealthcare             |    | 11 s            |
| 4  | Choon Huat Goh    | OCBC Singapore Continental   |    | 15 s            |
| 5  | Andrea Guardini   | Astana                       |    | 1 min 18 s      |
| 6  | Anuar Manam       | Terengganu                   |    | 1 min 18 s      |
| 7  | Kenny van Hummel  | Androni Giocattoli-Venezuela |    | 1 min 18 s      |
| 8  | Michal Kolář      | Tinkoff-Saxo                 |    | 1 min 18 s      |
| 9  | Michael Schweizer | Synergy Baku Project         |    | 1 min 18 s      |
| 10 | Aidis Kruopis     | Orica-GreenEDGE              |    | 1 min 18 s      |

|    | Coureur           | Équipe                       |    | Temps           |
| -- | ----------------- | ---------------------------- | -- | --------------- |
| 1  | Dúber Quintero    | Colombia                     | en | 2 h 21 min 21 s |
| 2  | Jonathan Clarke   | UnitedHealthcare             | +  | 22 s            |
| 3  | Matthew Brammeier | Synergy Baku Project         |    | 24 s            |
| 4  | Choon Huat Goh    | OCBC Singapore Continental   |    | 33 s            |
| 5  | Andrea Guardini   | Astana                       |    | 1 min 37 s      |
| 6  | Anuar Manam       | Terengganu                   |    | 1 min 37 s      |
| 7  | Kenny van Hummel  | Androni Giocattoli-Venezuela |    | 1 min 37 s      |
| 8  | Michal Kolář      | Tinkoff-Saxo                 |    | 1 min 37 s      |
| 9  | Michael Schweizer | Synergy Baku Project         |    | 1 min 37 s      |
| 10 | Aidis Kruopis     | Orica-GreenEDGE              |    | 1 min 37 s      |

### 2eétape
,,,,
|    | Coureur           | Équipe                     |    | Temps           |
| -- | ----------------- | -------------------------- | -- | --------------- |
| 1  | Theo Bos          | Belkin                     | en | 3 h 11 min 11 s |
| 2  | Graeme Brown      | Belkin                     | +  | m.t             |
| 3  | Marco Haller      | Katusha                    |    | m.t             |
| 4  | Aidis Kruopis     | Orica-GreenEDGE            |    | m.t             |
| 5  | Michal Kolář      | Tinkoff-Saxo               |    | m.t             |
| 6  | Rico Rogers       | OCBC Singapore Continental |    | m.t             |
| 7  | Youcef Reguigui   | MTN-Qhubeka                |    | m.t             |
| 8  | Matthew Brammeier | Synergy Baku Project       |    | m.t             |
| 9  | Taiji Nishitani   | Aisan Racing               |    | m.t             |
| 10 | Pavel Kochetkov   | Katusha                    |    | m.t             |

|    | Coureur                   | Équipe                     |    | Temps           |
| -- | ------------------------- | -------------------------- | -- | --------------- |
| 1  | Dúber Quintero            | Colombia                   | en | 5 h 32 min 32 s |
| 2  | Jonathan Clarke           | UnitedHealthcare           | +  | 22 s            |
| 3  | Matthew Brammeier         | Synergy Baku Project       |    | 24 s            |
| 4  | Choon Huat Goh            | OCBC Singapore Continental |    | 33 s            |
| 5  | Theo Bos                  | Belkin                     |    | 1 min 27 s      |
| 6  | Behnam Khalilikhosroshahi | Tabriz Petrochemical       |    | 1 min 28 s      |
| 7  | Graeme Brown              | Belkin                     |    | 1 min 31 s      |
| 8  | Elchin Asadov             | Synergy Baku Project       |    | 1 min 31 s      |
| 9  | Jiang Zhi Hui             | Giant-Champion System      |    | 1 min 35 s      |
| 10 | Junron Ho                 | OCBC Singapore Continental |    | 1 min 36 s      |

### 3eétape
,,,,,
|    | Coureur                   | Équipe                       |    | Temps           |
| -- | ------------------------- | ---------------------------- | -- | --------------- |
| 1  | Andrea Guardini           | Astana                       | en | 3 h 40 min 38 s |
| 2  | Theo Bos                  | Belkin                       | +  | m.t             |
| 3  | Yannick Martinez          | Europcar                     |    | m.t             |
| 4  | Aidis Kruopis             | Orica-GreenEDGE              |    | m.t             |
| 5  | Kenny van Hummel          | Androni Giocattoli-Venezuela |    | m.t             |
| 6  | Rico Rogers               | OCBC Singapore Continental   |    | m.t             |
| 7  | Francesco Chicchi         | Yellow Fluo                  |    | m.t             |
| 8  | Daniel Klemme             | Synergy Baku Project         |    | m.t             |
| 9  | Behnam Khalilikhosroshahi | Tabriz Petrochemical         |    | m.t             |
| 10 | Youcef Reguigui           | MTN-Qhubeka                  |    | m.t             |

|    | Coureur                   | Équipe                     |    | Temps           |
| -- | ------------------------- | -------------------------- | -- | --------------- |
| 1  | Dúber Quintero            | Colombia                   | en | 9 h 13 min 10 s |
| 2  | Matthew Brammeier         | Synergy Baku Project       | +  | 19 s            |
| 3  | Jonathan Clarke           | UnitedHealthcare           |    | 22 s            |
| 4  | Choon Huat Goh            | OCBC Singapore Continental |    | 33 s            |
| 5  | Theo Bos                  | Belkin                     |    | 1 min 21 s      |
| 6  | Andrea Guardini           | Astana                     |    | 1 min 27 s      |
| 7  | Behnam Khalilikhosroshahi | Tabriz Petrochemical       |    | 1 min 28 s      |
| 8  | Thomas Rabou              | OCBC Singapore Continental |    | 1 min 29 s      |
| 9  | Graeme Brown              | Belkin                     |    | 1 min 31 s      |
| 10 | Elchin Asadov             | Synergy Baku Project       |    | 1 min 31 s      |

### 4eétape
L'arrivée en altitude aux Genting Highlands est l'étape reine du Tour de Langkawi. Elle se termine par deux ascensions, séparées par une courte descente, donnant un court répit aux participants. En début de journée, un groupe d'une trentaine de coureurs prend les devants. Avec les principaux favoris dans l'échappée, le peloton ne reverra jamais la tête de la course. La sélection s'opère au fil des kilomètres et il ne reste en tête qu'un duo de Colombiens, Isaac Bolívar (UnitedHealthcare) et Esteban Chaves (Orica-GreenEDGE). Pourtant sortis du peloton, l'Iranien Samad Poor Seiedi (Tabriz Petrochemical) et l'Érythréen Merhawi Kudus (MTN-Qhubeka) rattrapent les échappés un à un et font la jonction avec le duo, qu'ils déposent, dans le dernier kilomètre. L'Iranien attend les derniers hectomètres pour s'imposer, avec quatre secondes d'avance sur l'Érythréen et cinq sur Bolívar. Samad Poor Seiedi, revenu d'une suspension de deux ans pour prise d'EPO, prend la tête du classement général avec huit et onze secondes d'écart sur ces mêmes adversaires,,,,.
|    | Coureur                    | Équipe                       |    | Temps           |
| -- | -------------------------- | ---------------------------- | -- | --------------- |
| 1  | Samad Poor Seiedi          | Tabriz Petrochemical         | en | 2 h 54 min 44 s |
| 2  | Merhawi Kudus              | MTN-Qhubeka                  | +  | 4 s             |
| 3  | Isaac Bolívar              | UnitedHealthcare             |    | 5 s             |
| 4  | Esteban Chaves             | Orica-GreenEDGE              |    | 10 s            |
| 5  | Petr Ignatenko             | Katusha                      |    | 26 s            |
| 6  | Jacques Janse van Rensburg | MTN-Qhubeka                  |    | 34 s            |
| 7  | Steven Kruijswijk          | Belkin                       |    | 46 s            |
| 8  | Gianfranco Zilioli         | Androni Giocattoli-Venezuela |    | 59 s            |
| 9  | Vahid Ghaffari             | Tabriz Petrochemical         |    | 1 min 17 s      |
| 10 | Carlos Quintero            | Colombia                     |    | 1 min 36 s      |

|    | Coureur                    | Équipe                       |    | Temps            |
| -- | -------------------------- | ---------------------------- | -- | ---------------- |
| 1  | Samad Poor Seiedi          | Tabriz Petrochemical         | en | 12 h 09 min 21 s |
| 2  | Merhawi Kudus              | MTN-Qhubeka                  | +  | 8 s              |
| 3  | Isaac Bolívar              | UnitedHealthcare             |    | 11 s             |
| 4  | Esteban Chaves             | Orica-GreenEDGE              |    | 20 s             |
| 5  | Petr Ignatenko             | Katusha                      |    | 36 s             |
| 6  | Jacques Janse van Rensburg | MTN-Qhubeka                  |    | 40 s             |
| 7  | Steven Kruijswijk          | Belkin                       |    | 52 s             |
| 8  | Gianfranco Zilioli         | Androni Giocattoli-Venezuela |    | 1 min 09 s       |
| 9  | Vahid Ghaffari             | Tabriz Petrochemical         |    | 1 min 27 s       |
| 10 | Carlos Quintero            | Colombia                     |    | 1 min 46 s       |

### 5eétape
,,,,
|    | Coureur          | Équipe                       |    | Temps           |
| -- | ---------------- | ---------------------------- | -- | --------------- |
| 1  | Bradley White    | UnitedHealthcare             | en | 3 h 03 min 28 s |
| 2  | Thomas Rabou     | OCBC Singapore Continental   | +  | 0 s             |
| 3  | Louis Meintjes   | MTN-Qhubeka                  |    | 4 s             |
| 4  | Michal Kolář     | Tinkoff-Saxo                 |    | 1 min 15 s      |
| 5  | Rico Rogers      | OCBC Singapore Continental   |    | 1 min 15 s      |
| 6  | Omar Bertazzo    | Androni Giocattoli-Venezuela |    | 1 min 15 s      |
| 7  | Kenny van Hummel | Androni Giocattoli-Venezuela |    | 1 min 15 s      |
| 8  | Youcef Reguigui  | MTN-Qhubeka                  |    | 1 min 15 s      |
| 9  | Alexander Porsev | Katusha                      |    | 1 min 15 s      |
| 10 | Daniel Klemme    | Synergy Baku Project         |    | 1 min 15 s      |

|    | Coureur                    | Équipe                       |    | Temps            |
| -- | -------------------------- | ---------------------------- | -- | ---------------- |
| 1  | Samad Poor Seiedi          | Tabriz Petrochemical         | en | 15 h 14 min 04 s |
| 2  | Merhawi Kudus              | MTN-Qhubeka                  | +  | 8 s              |
| 3  | Isaac Bolívar              | UnitedHealthcare             |    | 11 s             |
| 4  | Esteban Chaves             | Orica-GreenEDGE              |    | 20 s             |
| 5  | Petr Ignatenko             | Katusha                      |    | 36 s             |
| 6  | Jacques Janse van Rensburg | MTN-Qhubeka                  |    | 40 s             |
| 7  | Steven Kruijswijk          | Belkin                       |    | 52 s             |
| 8  | Gianfranco Zilioli         | Androni Giocattoli-Venezuela |    | 1 min 09 s       |
| 9  | Vahid Ghaffari             | Tabriz Petrochemical         |    | 1 min 27 s       |
| 10 | Louis Meintjes             | MTN-Qhubeka                  |    | 1 min 41 s       |

### 6eétape
|    | Coureur           | Équipe                       |    | Temps           |
| -- | ----------------- | ---------------------------- | -- | --------------- |
| 1  | Kenny van Hummel  | Androni Giocattoli-Venezuela | en | 4 h 29 min 46 s |
| 2  | Aidis Kruopis     | Orica-GreenEDGE              | +  | m.t             |
| 3  | Ken Hanson        | UnitedHealthcare             |    | m.t             |
| 4  | Robert Förster    | UnitedHealthcare             |    | m.t             |
| 5  | Michal Kolář      | Tinkoff-Saxo                 |    | m.t             |
| 6  | Francesco Chicchi | Yellow Fluo                  |    | m.t             |
| 7  | Andrea Guardini   | Astana                       |    | m.t             |
| 8  | Youcef Reguigui   | MTN-Qhubeka                  |    | m.t             |
| 9  | Morgan Lamoisson  | Europcar                     |    | m.t             |
| 10 | Anuar Manam       | Terengganu                   |    | m.t             |

|    | Coureur                    | Équipe                       |    | Temps            |
| -- | -------------------------- | ---------------------------- | -- | ---------------- |
| 1  | Samad Poor Seiedi          | Tabriz Petrochemical         | en | 19 h 43 min 50 s |
| 2  | Merhawi Kudus              | MTN-Qhubeka                  | +  | 8 s              |
| 3  | Isaac Bolívar              | UnitedHealthcare             |    | 11 s             |
| 4  | Esteban Chaves             | Orica-GreenEDGE              |    | 20 s             |
| 5  | Petr Ignatenko             | Katusha                      |    | 36 s             |
| 6  | Jacques Janse van Rensburg | MTN-Qhubeka                  |    | 40 s             |
| 7  | Steven Kruijswijk          | Belkin                       |    | 52 s             |
| 8  | Gianfranco Zilioli         | Androni Giocattoli-Venezuela |    | 1 min 09 s       |
| 9  | Vahid Ghaffari             | Tabriz Petrochemical         |    | 1 min 27 s       |
| 10 | Louis Meintjes             | MTN-Qhubeka                  |    | 1 min 41 s       |

### 7eétape
|    | Coureur           | Équipe                     |    | Temps           |
| -- | ----------------- | -------------------------- | -- | --------------- |
| 1  | Theo Bos          | Belkin                     | en | 5 h 33 min 12 s |
| 2  | Aidis Kruopis     | Orica-GreenEDGE            | +  | m.t             |
| 3  | Leonardo Duque    | Colombia                   |    | m.t             |
| 4  | Carlos Alzate     | UnitedHealthcare           |    | m.t             |
| 5  | Michal Kolář      | Tinkoff-Saxo               |    | m.t             |
| 6  | Ken Hanson        | UnitedHealthcare           |    | m.t             |
| 7  | Robert Förster    | UnitedHealthcare           |    | m.t             |
| 8  | Francesco Chicchi | Yellow Fluo                |    | m.t             |
| 9  | Andrea Guardini   | Astana                     |    | m.t             |
| 10 | Rico Rogers       | OCBC Singapore Continental |    | m.t             |

|    | Coureur                    | Équipe                       |    | Temps            |
| -- | -------------------------- | ---------------------------- | -- | ---------------- |
| 1  | Samad Poor Seiedi          | Tabriz Petrochemical         | en | 25 h 17 min 02 s |
| 2  | Merhawi Kudus              | MTN-Qhubeka                  | +  | 8 s              |
| 3  | Isaac Bolívar              | UnitedHealthcare             |    | 11 s             |
| 4  | Esteban Chaves             | Orica-GreenEDGE              |    | 20 s             |
| 5  | Petr Ignatenko             | Katusha                      |    | 36 s             |
| 6  | Jacques Janse van Rensburg | MTN-Qhubeka                  |    | 40 s             |
| 7  | Steven Kruijswijk          | Belkin                       |    | 52 s             |
| 8  | Gianfranco Zilioli         | Androni Giocattoli-Venezuela |    | 1 min 09 s       |
| 9  | Vahid Ghaffari             | Tabriz Petrochemical         |    | 1 min 27 s       |
| 10 | Louis Meintjes             | MTN-Qhubeka                  |    | 1 min 41 s       |

### 8eétape
|    | Coureur           | Équipe                       |    | Temps           |
| -- | ----------------- | ---------------------------- | -- | --------------- |
| 1  | Theo Bos          | Belkin                       | en | 5 h 01 min 58 s |
| 2  | Andrea Guardini   | Astana                       | +  | m.t             |
| 3  | Kenny van Hummel  | Androni Giocattoli-Venezuela |    | m.t             |
| 4  | Michal Kolář      | Tinkoff-Saxo                 |    | m.t             |
| 5  | Robert Förster    | UnitedHealthcare             |    | m.t             |
| 6  | Aidis Kruopis     | Orica-GreenEDGE              |    | m.t             |
| 7  | Daniel Klemme     | Synergy Baku Project         |    | m.t             |
| 8  | Yannick Martinez  | Europcar                     |    | m.t             |
| 9  | Francesco Chicchi | Yellow Fluo                  |    | m.t             |
| 10 | Omar Bertazzo     | Androni Giocattoli-Venezuela |    | m.t             |

|    | Coureur                    | Équipe                       |    | Temps            |
| -- | -------------------------- | ---------------------------- | -- | ---------------- |
| 1  | Samad Poor Seiedi          | Tabriz Petrochemical         | en | 30 h 19 min 00 s |
| 2  | Merhawi Kudus              | MTN-Qhubeka                  | +  | 8 s              |
| 3  | Isaac Bolívar              | UnitedHealthcare             |    | 11 s             |
| 4  | Esteban Chaves             | Orica-GreenEDGE              |    | 20 s             |
| 5  | Petr Ignatenko             | Katusha                      |    | 36 s             |
| 6  | Jacques Janse van Rensburg | MTN-Qhubeka                  |    | 40 s             |
| 7  | Steven Kruijswijk          | Belkin                       |    | 52 s             |
| 8  | Gianfranco Zilioli         | Androni Giocattoli-Venezuela |    | 1 min 09 s       |
| 9  | Vahid Ghaffari             | Tabriz Petrochemical         |    | 1 min 27 s       |
| 10 | Louis Meintjes             | MTN-Qhubeka                  |    | 1 min 41 s       |

### 9eétape
|    | Coureur           | Équipe                       |    | Temps           |
| -- | ----------------- | ---------------------------- | -- | --------------- |
| 1  | Theo Bos          | Belkin                       | en | 2 h 32 min 21 s |
| 2  | Andrea Guardini   | Astana                       | +  | m.t             |
| 3  | Aidis Kruopis     | Orica-GreenEDGE              |    | m.t             |
| 4  | Francesco Chicchi | Yellow Fluo                  |    | m.t             |
| 5  | Robert Förster    | UnitedHealthcare             |    | m.t             |
| 6  | Michal Kolář      | Tinkoff-Saxo                 |    | m.t             |
| 7  | Leonardo Duque    | Colombia                     |    | m.t             |
| 8  | Omar Bertazzo     | Androni Giocattoli-Venezuela |    | m.t             |
| 9  | Daniel Klemme     | Synergy Baku Project         |    | m.t             |
| 10 | Youcef Reguigui   | MTN-Qhubeka                  |    | m.t             |

|    | Coureur                    | Équipe                       |    | Temps            |
| -- | -------------------------- | ---------------------------- | -- | ---------------- |
| 1  | Samad Poor Seiedi          | Tabriz Petrochemical         | en | 32 h 51 min 21 s |
| 2  | Merhawi Kudus              | MTN-Qhubeka                  | +  | 8 s              |
| 3  | Isaac Bolívar              | UnitedHealthcare             |    | 11 s             |
| 4  | Esteban Chaves             | Orica-GreenEDGE              |    | 20 s             |
| 5  | Petr Ignatenko             | Katusha                      |    | 36 s             |
| 6  | Jacques Janse van Rensburg | MTN-Qhubeka                  |    | 40 s             |
| 7  | Steven Kruijswijk          | Belkin                       |    | 52 s             |
| 8  | Gianfranco Zilioli         | Androni Giocattoli-Venezuela |    | 1 min 09 s       |
| 9  | Vahid Ghaffari             | Tabriz Petrochemical         |    | 1 min 27 s       |
| 10 | Carlos Quintero            | Colombia                     |    | 1 min 37 s       |

### 10eétape
|    | Coureur           | Équipe                       |    | Temps           |
| -- | ----------------- | ---------------------------- | -- | --------------- |
| 1  | Andrea Guardini   | Astana                       | en | 2 h 15 min 55 s |
| 2  | Aidis Kruopis     | Orica-GreenEDGE              | +  | m.t             |
| 3  | Francesco Chicchi | Yellow Fluo                  |    | m.t             |
| 4  | Taiji Nishitani   | Aisan Racing                 |    | m.t             |
| 5  | Kenny van Hummel  | Androni Giocattoli-Venezuela |    | m.t             |
| 6  | Leonardo Duque    | Colombia                     |    | m.t             |
| 7  | Jeffry Romero     | Colombia                     |    | m.t             |
| 8  | Yannick Martinez  | Europcar                     |    | m.t             |
| 9  | Youcef Reguigui   | MTN-Qhubeka                  |    | m.t             |
| 10 | Robert Förster    | UnitedHealthcare             |    | m.t             |

|    | Coureur                    | Équipe                       |    | Temps            |
| -- | -------------------------- | ---------------------------- | -- | ---------------- |
| 1  | Samad Poor Seiedi          | Tabriz Petrochemical         | en | 35 h 07 min 16 s |
| 2  | Merhawi Kudus              | MTN-Qhubeka                  | +  | 8 s              |
| 3  | Isaac Bolívar              | UnitedHealthcare             |    | 11 s             |
| 4  | Esteban Chaves             | Orica-GreenEDGE              |    | 20 s             |
| 5  | Petr Ignatenko             | Katusha                      |    | 36 s             |
| 6  | Jacques Janse van Rensburg | MTN-Qhubeka                  |    | 40 s             |
| 7  | Steven Kruijswijk          | Belkin                       |    | 52 s             |
| 8  | Gianfranco Zilioli         | Androni Giocattoli-Venezuela |    | 1 min 09 s       |
| 9  | Vahid Ghaffari             | Tabriz Petrochemical         |    | 1 min 27 s       |
| 10 | Carlos Quintero            | Colombia                     |    | 1 min 37 s       |

## Classements finals

### Classement général
|    | Cycliste                   | Pays           | Équipe                       |    | Temps            |
| -- | -------------------------- | -------------- | ---------------------------- | -- | ---------------- |
| 1  | Samad Poor Seiedi          | Iran           | Tabriz Petrochemical         | en | 35 h 07 min 16 s |
| 2  | Merhawi Kudus              | Érythrée       | MTN-Qhubeka                  | +  | 8 s              |
| 3  | Isaac Bolívar              | Colombie       | UnitedHealthcare             |    | 11 s             |
| 4  | Esteban Chaves             | Colombie       | Orica-GreenEDGE              |    | 20 s             |
| 5  | Petr Ignatenko             | Russie         | Katusha                      |    | 36 s             |
| 6  | Jacques Janse van Rensburg | Afrique du Sud | MTN-Qhubeka                  |    | 40 s             |
| 7  | Steven Kruijswijk          | Pays-Bas       | Belkin                       |    | 52 s             |
| 8  | Gianfranco Zilioli         | Italie         | Androni Giocattoli-Venezuela |    | 1 min 09 s       |
| 9  | Vahid Ghaffari             | Iran           | Tabriz Petrochemical         |    | 1 min 27 s       |
| 10 | Carlos Quintero            | Colombie       | Colombia                     |    | 1 min 37 s       |

### Classements annexes
|   | Cycliste        | Équipe          | Points |
| - | --------------- | --------------- | ------ |
| 1 | Aidis Kruopis   | Orica-GreenEDGE | 98     |
| 2 | Andrea Guardini | Astana          | 85     |
| 3 | Michal Kolář    | Tinkoff-Saxo    | 85     |

|   | Cycliste          | Équipe               | Points |
| - | ----------------- | -------------------- | ------ |
| 1 | Matthew Brammeier | Synergy Baku Project | 34     |
| 2 | Isaac Bolívar     | UnitedHealthcare     | 31     |
| 3 | Samad Poor Seiedi | Tabriz Petrochemical | 25     |

|   | Cycliste          | Équipe               |    | Temps            |
| - | ----------------- | -------------------- | -- | ---------------- |
| 1 | Samad Poor Seiedi | Tabriz Petrochemical | en | 35 h 07 min 16 s |
| 2 | Vahid Ghaffari    | Tabriz Petrochemical | +  | 1 min 27 s       |
| 3 | Amir Kolahdozhagh | Tabriz Petrochemical |    | 3 min 23 s       |

|   | Équipe                       | Pays           |    | Temps             |
| - | ---------------------------- | -------------- | -- | ----------------- |
| 1 | MTN-Qhubeka                  | Afrique du Sud | en | 105 h 24 min 35 s |
| 2 | Tabriz Petrochemical         | Iran           | +  | 1 min 38 s        |
| 3 | Androni Giocattoli-Venezuela | Italie         |    | 8 min 52 s        |

## Évolution des classements
| Étape              | Vainqueur          | Classement général | Classement des sprints | Classement de la montagne | Classement du meilleur Asiatique | Classement par équipes |
| ------------------ | ------------------ | ------------------ | ---------------------- | ------------------------- | -------------------------------- | ---------------------- |
| 1                  | Dúber Quintero     | Dúber Quintero     | Dúber Quintero         | Matthew Brammeier         | Choon Huat Goh                   | Colombia               |
| 2                  | Theo Bos           | Dúber Quintero     | Dúber Quintero         | Matthew Brammeier         | Choon Huat Goh                   | Colombia               |
| 3                  | Andrea Guardini    | Dúber Quintero     | Matthew Brammeier      | Matthew Brammeier         | Choon Huat Goh                   | Colombia               |
| 4                  | Samad Poor Seiedi  | Samad Poor Seiedi  | Matthew Brammeier      | Matthew Brammeier         | Samad Poor Seiedi                | MTN-Qhubeka            |
| 5                  | Bradley White      | Samad Poor Seiedi  | Thomas Rabou           | Matthew Brammeier         | Samad Poor Seiedi                | MTN-Qhubeka            |
| 6                  | Kenny van Hummel   | Samad Poor Seiedi  | Thomas Rabou           | Matthew Brammeier         | Samad Poor Seiedi                | MTN-Qhubeka            |
| 7                  | Theo Bos           | Samad Poor Seiedi  | Aidis Kruopis          | Matthew Brammeier         | Samad Poor Seiedi                | MTN-Qhubeka            |
| 8                  | Theo Bos           | Samad Poor Seiedi  | Aidis Kruopis          | Matthew Brammeier         | Samad Poor Seiedi                | MTN-Qhubeka            |
| 9                  | Theo Bos           | Samad Poor Seiedi  | Aidis Kruopis          | Matthew Brammeier         | Samad Poor Seiedi                | MTN-Qhubeka            |
| 10                 | Andrea Guardini    | Samad Poor Seiedi  | Aidis Kruopis          | Matthew Brammeier         | Samad Poor Seiedi                | MTN-Qhubeka            |
| Classements finals | Classements finals | Samad Poor Seiedi  | Aidis Kruopis          | Matthew Brammeier         | Samad Poor Seiedi                | MTN-Qhubeka            |

## Bilan sportif
Au départ de cette dix-neuvième édition, tous les observateurs s'accordent à dire que le classement général se jouera dans la quatrième étape, qui se termine au sommet des Genting Highlands. Le reste des étapes semblent promis aux sprinteurs, à l'exception peut-être de la cinquième, avec une dure montée placée à dix kilomètres de l'arrivée. Les prévisions se sont avérées précises puisque les dix premiers au classement général à l'issue de l'étape-reine le sont toujours six jours plus tard, à l'arrivée. De plus, sept des huit étapes dévolues aux sprinteurs leur sont revenues.
Finalement seule la première étape a échappé aux prévisions. Le Colombien Dúber Quintero (Colombia) y mène à bien une échappée qui lui permet de s'emparer du maillot de leader. Tunique qu'il garde durant trois jours, jusqu'à l'arrivée en altitude aux Genting Highlands. Là, l'Iranien Samad Poor Seiedi (Tabriz Petrochemical) revient sur les derniers échappés pour s'imposer et s'emparer définitivement de la tête du classement général individuel. Le lendemain, l'Américain Bradley White (UnitedHealthcare) remporte l'ultime étape qui échappe aux sprinteurs. Sur les sept bouquets qu'ils se partagent, le Néerlandais Theo Bos (Belkin) s'octroie la part la plus belle, en s'imposant quatre fois. Tandis que l'Italien Andrea Guardini (Astana) remporte ses treizième et quatorzième victoires d'étape en Malaisie et qu'un autre Néerlandais Kenny van Hummel (Androni Giocattoli-Venezuela) dispose de la concurrence dans le septième sprint. Samad Poor Seiedi devient le premier Asiatique à s'imposer dans cette épreuve. Il devance l'Érythréen Merhawi Kudus (MTN-Qhubeka) et le Colombien Isaac Bolívar (UnitedHealthcare) respectivement de huit et onze secondes. De plus, la compétition voit les victoires de la formation MTN-Qhubeka dans le classement par équipes, de l'Irlandais Matthew Brammeier (Synergy Baku Project) dans le trophée du meilleur grimpeur et le Lituanien Aidis Kruopis (Orica-GreenEDGE) être sacré meilleur sprinteur de l'épreuve.

## Liste des participants
- Liste de départ complète

| Légende | Légende                                                                                                  | Légende | Légende                                                                                         |
| ------- | --- | ------- | ----------------------------------------------------------------------------------------------- |
| Num     | Dossard de départ porté par le coureur sur ce Tour de Langkawi                                           | Pos     | Position finale au classement général                                                           |
|         | Indique le vainqueur du classement général                                                               |         | Indique le vainqueur du classement des sprints                                                  |
|         | Indique le vainqueur du classement de la montagne                                                        |         | Indique le vainqueur du classement du meilleur Asiatique                                        |
|         | Indique un maillot de champion national ou mondial, suivi de sa spécialité                               | #       | Indique la meilleure équipe                                                                     |
| NP      | Indique un coureur qui n'a pas pris le départ d'une étape, suivi du numéro de l'étape où il s'est retiré | AB      | Indique un coureur qui n'a pas terminé une étape, suivi du numéro de l'étape où il s'est retiré |
| HD      | Indique un coureur qui a terminé une étape hors des délais, suivi du numéro de l'étape                   |         |                                                                                                 |

| Belkin BEL | Belkin BEL              | Belkin BEL |
| ---------- | ----------------------- | ---------- |
| Num        | Coureur                 | Pos        |
| 1          | Theo Bos (NED)          | 58e        |
| 2          | Graeme Brown (AUS)      | 84e        |
| 3          | Rick Flens (NED)        | 111e       |
| 4          | Jack Bobridge (AUS)     | 65e        |
| 5          | Steven Kruijswijk (NED) | 7e         |
| 6          | Dennis van Winden (NED) | 99e        |

| Astana AST | Astana AST                        | Astana AST |
| ---------- | --------------------------------- | ---------- |
| Num        | Coureur                           | Pos        |
| 11         | Aleksandr Dyachenko (KAZ) (Route) | 93e        |
| 12         | Andrea Guardini (ITA)             | 57e        |
| 14         | Dmitriy Gruzdev (KAZ)             | 95e        |
| 15         | Daniil Fominykh (KAZ)             | 86e        |
| 16         | Arman Kamyshev (KAZ)              | 98e        |
| 17         | Ruslan Tleubayev (KAZ)            | 59e        |

| Orica-GreenEDGE OGE | Orica-GreenEDGE OGE   | Orica-GreenEDGE OGE |
| ------------------- | --------------------- | ------------------- |
| Num                 | Coureur               | Pos                 |
| 21                  | Sam Bewley (NZL)      | 108e                |
| 22                  | Esteban Chaves (COL)  | 4e                  |
| 23                  | Aidis Kruopis (LTU)   | 61e                 |
| 24                  | Brett Lancaster (AUS) | 36e                 |
| 25                  | Pieter Weening (NED)  | 21e                 |
| 26                  | Damien Howson (AUS)   | 81e                 |

| Katusha KAT | Katusha KAT             | Katusha KAT |
| ----------- | ----------------------- | ----------- |
| Num         | Coureur                 | Pos         |
| 31          | Pavel Brutt (RUS)       | 15e         |
| 32          | Petr Ignatenko (RUS)    | 5e          |
| 33          | Marco Haller (AUT)      | 101e        |
| 34          | Pavel Kochetkov (RUS)   | AB-7        |
| 35          | Alexander Porsev (RUS)  | 79e         |
| 36          | Alexander Rybakov (RUS) | 28e         |

| Tinkoff-Saxo TCS | Tinkoff-Saxo TCS      | Tinkoff-Saxo TCS |
| ---------------- | --------------------- | ---------------- |
| Num              | Coureur               | Pos              |
| 41               | Jay McCarthy (AUS)    | AB-7             |
| 42               | Jesper Hansen (DEN)   | 18e              |
| 43               | Michal Kolář (SVK)    | 82e              |
| 44               | Michael Valgren (DEN) | 53e              |
| 45               | Paweł Poljański (POL) | 39e              |
| 46               | Evgueni Petrov (RUS)  | 66e              |

| Europcar EUC | Europcar EUC            | Europcar EUC |
| ------------ | ----------------------- | ------------ |
| Num          | Coureur                 | Pos          |
| 51           | Natnael Berhane (ERI)   | 19e          |
| 52           | Antoine Duchesne (CAN)  | 77e          |
| 53           | Romain Guillemois (FRA) | 105e         |
| 54           | Christophe Kern (FRA)   | AB-8         |
| 55           | Morgan Lamoisson (FRA)  | 104e         |
| 56           | Yannick Martinez (FRA)  | 54e          |

| Colombia COL | Colombia COL              | Colombia COL |
| ------------ | ------------------------- | ------------ |
| Num          | Coureur                   | Pos          |
| 61           | Dúber Quintero (COL)      | 22e          |
| 62           | Robinson Chalapud (COL)   | NP-7         |
| 63           | Carlos Quintero (COL)     | 10e          |
| 64           | Leonardo Duque (COL)      | 25e          |
| 65           | Jeffry Romero (COL)       | 31e          |
| 66           | Juan Pablo Valencia (COL) | 35e          |

| Androni Giocattoli-Venezuela AND | Androni Giocattoli-Venezuela AND | Androni Giocattoli-Venezuela AND |
| -------------------------------- | -------------------------------- | -------------------------------- |
| Num                              | Coureur                          | Pos                              |
| 71                               | Kenny van Hummel (NED)           | 75e                              |
| 72                               | Carlos José Ochoa (VEN)          | 78e                              |
| 73                               | Patrick Facchini (ITA)           | 20e                              |
| 74                               | Omar Bertazzo (ITA)              | 49e                              |
| 75                               | Alessio Taliani (ITA)            | 23e                              |
| 76                               | Gianfranco Zilioli (ITA)         | 8e                               |

| MTN-Qhubeka # MTN | MTN-Qhubeka # MTN                | MTN-Qhubeka # MTN |
| ----------------- | -------------------------------- | ----------------- |
| Num               | Coureur                          | Pos               |
| 81                | Jacques Janse van Rensburg (RSA) | 6e                |
| 82                | John-Lee Augustyn (RSA)          | AB-7              |
| 83                | Louis Meintjes (RSA) (Route)     | 11e               |
| 84                | Merhawi Kudus (ERI)              | 2e                |
| 85                | Tsgabu Grmay (ETH) (Route)       | 52e               |
| 86                | Youcef Reguigui (ALG)            | 56e               |

| UnitedHealthcare UHC | UnitedHealthcare UHC  | UnitedHealthcare UHC |
| -------------------- | --------------------- | -------------------- |
| Num                  | Coureur               | Pos                  |
| 91                   | Carlos Alzate (COL)   | 74e                  |
| 92                   | Isaac Bolívar (COL)   | 3e                   |
| 93                   | Jonathan Clarke (AUS) | 17e                  |
| 94                   | Robert Förster (GER)  | 67e                  |
| 95                   | Ken Hanson (USA)      | 62e                  |
| 96                   | Bradley White (USA)   | 43e                  |

| Yellow Fluo YEL | Yellow Fluo YEL         | Yellow Fluo YEL |
| --------------- | ----------------------- | --------------- |
| Num             | Coureur                 | Pos             |
| 101             | Francesco Chicchi (ITA) | 69e             |
| 102             | Jonathan Monsalve (VEN) | 12e             |
| 103             | Andrea Dal Col (ITA)    | NP-3            |
| 104             | Gianni Bellini (ITA)    | 112e            |
| 105             | Roberto De Patre (ITA)  | 71e             |
| 106             | Luigi Miletta (ITA)     | 48e             |

| Terengganu TSG | Terengganu TSG                      | Terengganu TSG |
| -------------- | ----------------------------------- | -------------- |
| Num            | Coureur                             | Pos            |
| 111            | Harrif Salleh (MAS)                 | 90e            |
| 112            | Mohammed Adiq Husainie Othman (MAS) | 27e            |
| 113            | Mohd Zamri Saleh (MAS)              | 87e            |
| 114            | Anwar Azis Muhd Shaiful (MAS)       | 76e            |
| 115            | Mohammad Saufi Mat Senan (MAS)      | 44e            |
| 116            | Anuar Manam (MAS)                   | 92e            |

| Aisan Racing AIS | Aisan Racing AIS           | Aisan Racing AIS |
| ---------------- | -------------------------- | ---------------- |
| Num              | Coureur                    | Pos              |
| 121              | Takeaki Ayabe (JPN)        | AB-3             |
| 122              | Taiji Nishitani (JPN)      | 60e              |
| 123              | Kazuhiro Mori (JPN)        | NP-3             |
| 124              | Shinpei Fukuda (JPN)       | 109e             |
| 125              | Masakazu Ito (JPN)         | AB-1             |
| 126              | Yoshimitsu Hiratsuka (JPN) | 47e              |

| OCBC Singapore Continental TSI | OCBC Singapore Continental TSI | OCBC Singapore Continental TSI |
| ------------------------------ | ------------------------------ | ------------------------------ |
| Num                            | Coureur                        | Pos                            |
| 131                            | Thomas Rabou (NED)             | NP-8                           |
| 132                            | Eric Sheppard (AUS)            | 24e                            |
| 133                            | Rico Rogers (NZL)              | 70e                            |
| 134                            | Cameron Bayly (AUS)            | 91e                            |
| 135                            | Choon Huat Goh (SIN)           | 40e                            |
| 136                            | Junron Ho (SIN)                | AB-7                           |

| Tabriz Petrochemical TPT | Tabriz Petrochemical TPT        | Tabriz Petrochemical TPT |
| ------------------------ | ------------------------------- | ------------------------ |
| Num                      | Coureur                         | Pos                      |
| 141                      | Ghader Mizbani (IRI) (Route)    | 33e                      |
| 142                      | Mahdi Sohrabi (IRI)             | 34e                      |
| 143                      | Amir Kolahdozhagh (IRI)         | 14e                      |
| 144                      | Vahid Ghaffari (IRI)            | 9e                       |
| 145                      | Samad Poor Seiedi (IRI)         | 1er                      |
| 146                      | Behnam Khalilikhosroshahi (IRI) | 100e                     |

| Synergy Baku Project BCP | Synergy Baku Project BCP        | Synergy Baku Project BCP |
| ------------------------ | ------------------------------- | ------------------------ |
| Num                      | Coureur                         | Pos                      |
| 151                      | Elchin Asadov (AZE)             | 94e                      |
| 152                      | Matthew Brammeier (IRL) (Route) | 83e                      |
| 153                      | Tural Isgandarov (AZE)          | 46e                      |
| 154                      | Daniel Klemme (GER)             | 63e                      |
| 155                      | Patrick Lane (AUS)              | 29e                      |
| 156                      | Michael Schweizer (GER)         | 102e                     |

| CCN | CCN                     | CCN  |
| --- | ----------------------- | ---- |
| Num | Coureur                 | Pos  |
| 161 | Lex Nederlof (NED)      | 51e  |
| 162 | Hari Fitrianto (INA)    | 26e  |
| 163 | John Ebsen (DEN)        | 13e  |
| 164 | Ariya Phounsavath (LAO) | 16e  |
| 165 | Rob Gitelis (USA)       | HD-1 |
| 166 | Jason Christie (NZL)    | 32e  |

| Giant-Champion System MSS | Giant-Champion System MSS | Giant-Champion System MSS |
| ------------------------- | ------------------------- | ------------------------- |
| Num                       | Coureur                   | Pos                       |
| 171                       | Jiang Zhi Hui (CHN)       | 72e                       |
| 172                       | Yang Jing (CHN)           | 64e                       |
| 173                       | Xue Chao Hua (CHN)        | 55e                       |
| 174                       | Gu Ying Chuan (CHN)       | 42e                       |
| 175                       | Bai Li Yun (CHN)          | AB-8                      |
| 176                       | Ni Yi Hui (CHN)           | 110e                      |

| Équipe nationale d'Indonésie INA | Équipe nationale d'Indonésie INA | Équipe nationale d'Indonésie INA |
| -------------------------------- | -------------------------------- | -------------------------------- |
| Num                              | Coureur                          | Pos                              |
| 181                              | Aiman Cahyadi (INA)              | 41e                              |
| 182                              | Bambang Suryadi (INA)            | 68e                              |
| 183                              | Robin Manullang (INA)            | 88e                              |
| 184                              | Endra Wijaya (INA)               | 103e                             |
| 185                              | Agung Ali Sahbana (INA)          | 50e                              |
| 186                              | Prasetya Heksa Priya (INA)       | 89e                              |

| Équipe nationale de Hong Kong HKG | Équipe nationale de Hong Kong HKG | Équipe nationale de Hong Kong HKG |
| --------------------------------- | --------------------------------- | --------------------------------- |
| Num                               | Coureur                           | Pos                               |
| 191                               | Ko Siu Wai (HKG)                  | 73e                               |
| 192                               | Ho Burr (HKG)                     | 38e                               |
| 193                               | Lau Kwong (HKG)                   | 107e                              |
| 194                               | Mow Ching Ying (HKG)              | 96e                               |
| 195                               | Cheung King Wai (HKG) (Route)     | 37e                               |
| 196                               | Wu Lok Chun (HKG)                 | 97e                               |

| Équipe nationale de Malaisie MAS | Équipe nationale de Malaisie MAS | Équipe nationale de Malaisie MAS |
| -------------------------------- | -------------------------------- | -------------------------------- |
| Num                              | Coureur                          | Pos                              |
| 201                              | Muhamad Misbah (MAS)             | 45e                              |
| 202                              | Muhammad Ahmad (MAS)             | 30e                              |
| 203                              | Abdul Rashid Ibrahim (MAS)       | 106e                             |
| 204                              | Suhardi Hassan (MAS)             | 85e                              |
| 205                              | Mohd Nor Zainal (MAS)            | 80e                              |
| 206                              | Amirul Jafri (MAS)               | HD-1                             |